# 10 Corso Como

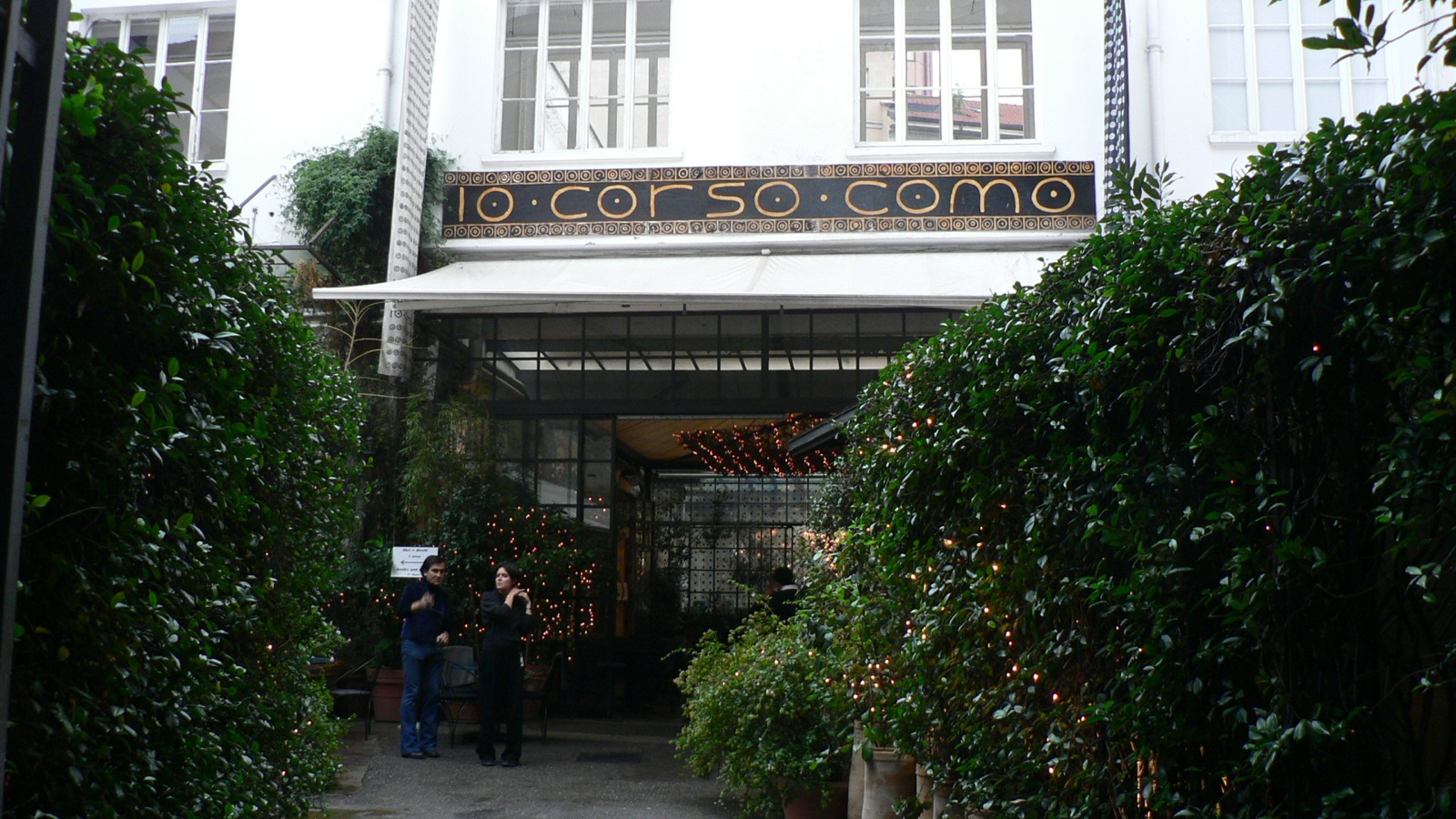
Intrarea în complex

10 Corso Como este un complex comercial și de luat masa în Milano, Italia. Acesta combină magazinele care arată și vând opere de artă, modă, muzică, design, bucătărie și cultură. A fost fondată în 1990 de galeristul și editorul Carla Sozzani.

## Vezi și
- Dover Street Market
- Colette
- Bergdorf Goodman
- Barneys New York

## Legături externe
- 10 Corso Como
- 10 Corso Como - The shop on line
- 3 Rooms hotel at 10 corso como
- Galleria Carla Sozzani